# Saša Novaković
Saša Novaković (Osijek, 27 maggio 1991) è un calciatore croato, difensore dello Slavonac Tenja.

## Carriera

### Club
Ha giocato nella massima serie dei campionati croato, rumeno, bosniaco ed hongkonghese.